# Prowincja Zachodnia (Egipt)

Lokalizacja muhafazy

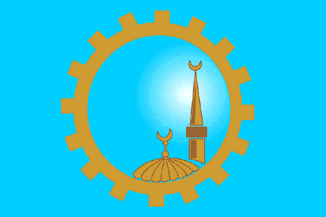
Flaga muhafazy

Prowincja Zachodnia (arab. الغربية, trl. Al-Gharbiyyah, trb. Al-Gharbijja) – prowincja gubernatorska (muhafaza) w Egipcie, w północnej części, w Delcie Nilu. Zajmuje powierzchnię 1942,34 km². Stolicą administracyjną jest Tanta.
Według spisu powszechnego w listopadzie 2006 roku populacja muhafazy liczyła 4 011 320 mieszkańców, natomiast według szacunków 1 stycznia 2015 roku zamieszkiwało ją 4 751 865 osób.